# Organizzazione militare degli Etruschi
Per organizzazione militare degli Etruschi si intende l'insieme delle forze che componevano gli eserciti delle principali città etrusche, comprendenti l'organizzazione delle loro unità, la loro gerarchia interna di comando, la tattica, l'armamento e la strategia, dai primi scontri con le popolazioni dell'antica Etruria fino alla definitiva sottomissione a Roma e la concessione loro della cittadinanza romana (89 a.C.).

## Contesto storico
Gli Etruschi furono un popolo dell'Italia antica affermatosi in un'area denominata Etruria, corrispondente alla Toscana, all'Umbria fino al fiume Tevere e al Lazio settentrionale, con propaggini in Campania fino a Pontecagnano, in Liguria e verso la zona padana dell'Emilia-Romagna e della Lombardia, a partire dall'VIII secolo a.C.
Nella loro lingua si chiamavano Rasenna o Rasna, in greco Tyrsenoi (ionico ed attico antico: Τυρσηνοί, Türsenòi; dorico: Τυρσανοί, Türsanòi, entrambi col significato di "Tirreni" e poi "Etruschi" o "Tusci", abitanti della Τυρσηνίη, Türsenìe, "Etruria").
La civiltà etrusca fiorì a partire dal X secolo a.C. con la cultura villanoviana e fu definitivamente inglobata nella civiltà romana, fortemente influenzata dagli Etruschi, al termine del I secolo a.C. Questo lungo processo di conquista e assimilazione culturale ebbe inizio con la data tradizionale della conquista di Veio da parte dei Romani nel 396 a.C.

## Struttura unità
Considerata la loro organizzazione federale di città-stato, in caso di guerra gli eserciti erano reclutati su base cittadina e richiamando alle armi i cittadini secondo ricchezza e posizione sociale: di conseguenza composizione, equipaggiamento e aspetto degli eserciti doveva quindi variare molto. Le formazioni armate comprendevano corpi di opliti, di truppe leggere e di cavalleria, ognuno con i propri equipaggiamenti e con i propri compiti.

### Fanteria

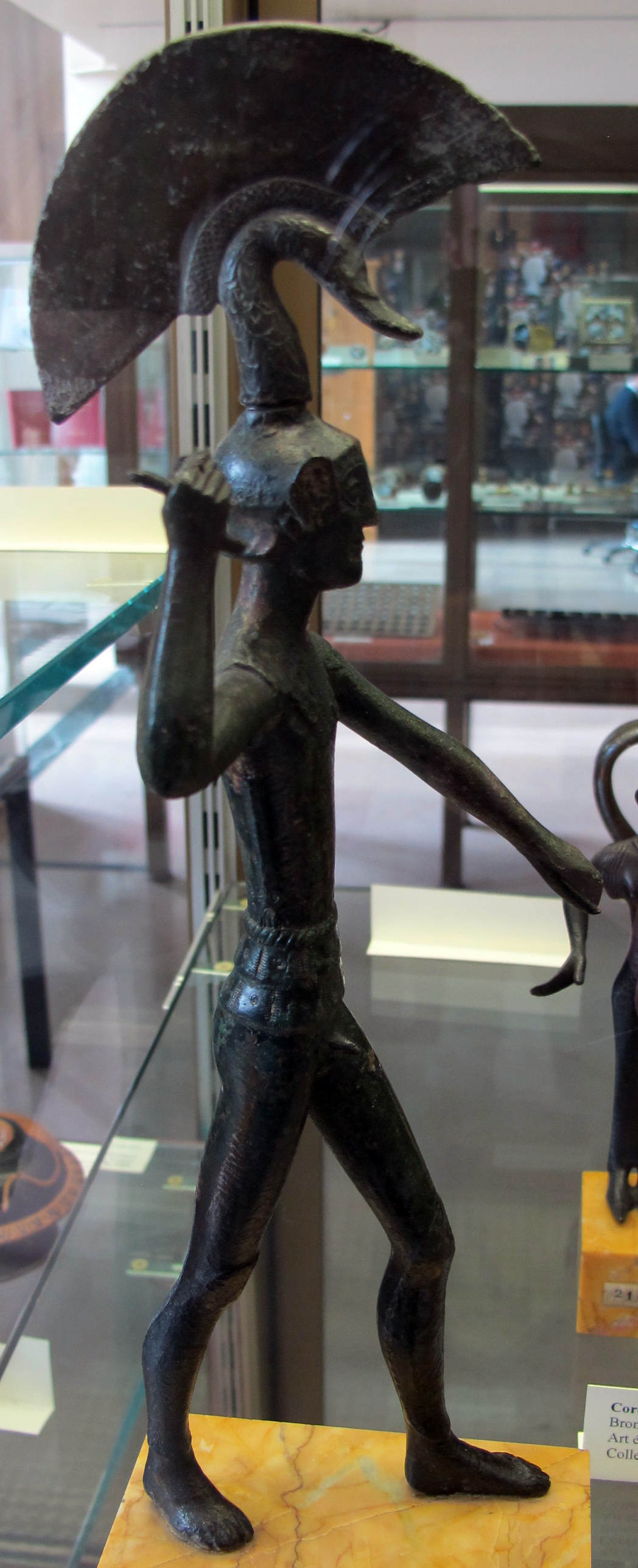
Guerriero etrusco da Todi (500-450 a.C.)

#### "pesante": oplitica
Gli opliti erano i soldati a servizio permanente: avevano un addestramento costante, sostenevano il maggior peso del combattimento, combattevano compatti ed erano armati di lancia e spada e difesi da scudo, elmo e corazza o comunque una protezione pettorale. Considerata la loro esiguità numerica, si può pensare che combattessero affiancati da guerrieri con gli stessi compiti, ma con armamento e protezioni minori

#### "leggera"
Le truppe leggere comprendevano fanti leggeri e tiratori e dovevano provocare il nemico, disturbarlo e disorganizzarlo prima dell'urto degli opliti. I fanti leggeri erano armati di giavellotto e spada e difesi da uno scudo rettangolare, indossavano l'elmo ma non usavano corazza né piastre pettorali. I tiratori potevano essere arcieri o frombolieri e potevano portare al fianco una piccola spada, pugnale o coltello per la difesa personale, ma non avevano alcuna protezione. Vanno anche ricordati gli ascieri, che operavano insieme agli opliti con il compito di tagliare le lance della formazione avversaria: essi usavano inizialmente un'ascia ad una mano nel periodo villanoviano, per poi passare a quelle a due mani ad un taglio o bipenni. La loro protezione era affidata ad un elmo e a qualche forma di protezione pettorale, piastre o corazze.

### Cavalleria e carri da guerra
|  |  |

La cavalleria si basava sulla mobilità e aveva compiti di avanguardia ed esplorazione, di ricognizione, di scorta, nonché di inseguimento al termine della battaglia. I cavalieri usavano briglie e morsi, ma le staffe e la sella erano sconosciuti: non è quindi ipotizzabile una cavalleria "da urto" e quei cavalieri che nei reperti appaiono armati di lancia e spada, protetti da elmo, scudo e piastra pettorale dovevano essere una sorta di fanteria oplitica mobile. Gli altri cavalieri erano armati unicamente di giavellotti e non avevano alcuna protezione personale.
Il carro da guerra era sicuramente conosciuto: ne sono stati trovati esemplari in alcune tombe, potevano portare un auriga o un personaggio, ma non sappiamo se fungesse da solo mezzo di trasporto sul campo di battaglia per i capi, oppure da vero e proprio strumento di combattimento. Per i carri da guerra si può dire che, essendo utilizzati in periodi remoti, dovevano anche assurgere a compiti elementari, quali lo spostamento rapido di contingenti di armati. Questo metodo era molto utilizzato dalle popolazioni barbariche, tipico ne è l'esempio dei britanni, ma anche dalle popolazioni micenee, come attestato nei testi omerici. Questo utilizzo del carro potrebbe così essere giunta in Italia attraverso due possibili direttrici, da Nord, attraverso la migrazione di popoli celtici, o dal sud-est, attraverso la frequentazione micenea delle coste italiane. In tarda epoca si considerò l'uso del carro più come affermazione sociale che militare ed è in questa forma che i Romani lo adotteranno.

### Genieri
Vi erano anche dei corpi di genieri, che costruivano fortificazioni e demolivano quelle dei nemici durante gli assedi. Non a caso le prime città etrusche vennero costruite su propaggini rocciose in modo da renderle più facili alla loro difesa. Le mura che circondano la città erano solitamente costruite con grandi blocchi, tenuti insieme da staffe a secco (le cosiddette mura ciclopiche). Le porte ed i tratti più "deboli" erano invece rafforzati con torri. Altre caratteristiche di questa unità era la costruzione di città fortificate lungo la costa, contro le azioni dei pirati (es. Tarquinia, Vetulonia, Cerveteri).

### Mercenari
Le truppe mercenarie erano equipaggiate con armi e protezioni dei popoli di provenienza.

### Flotta

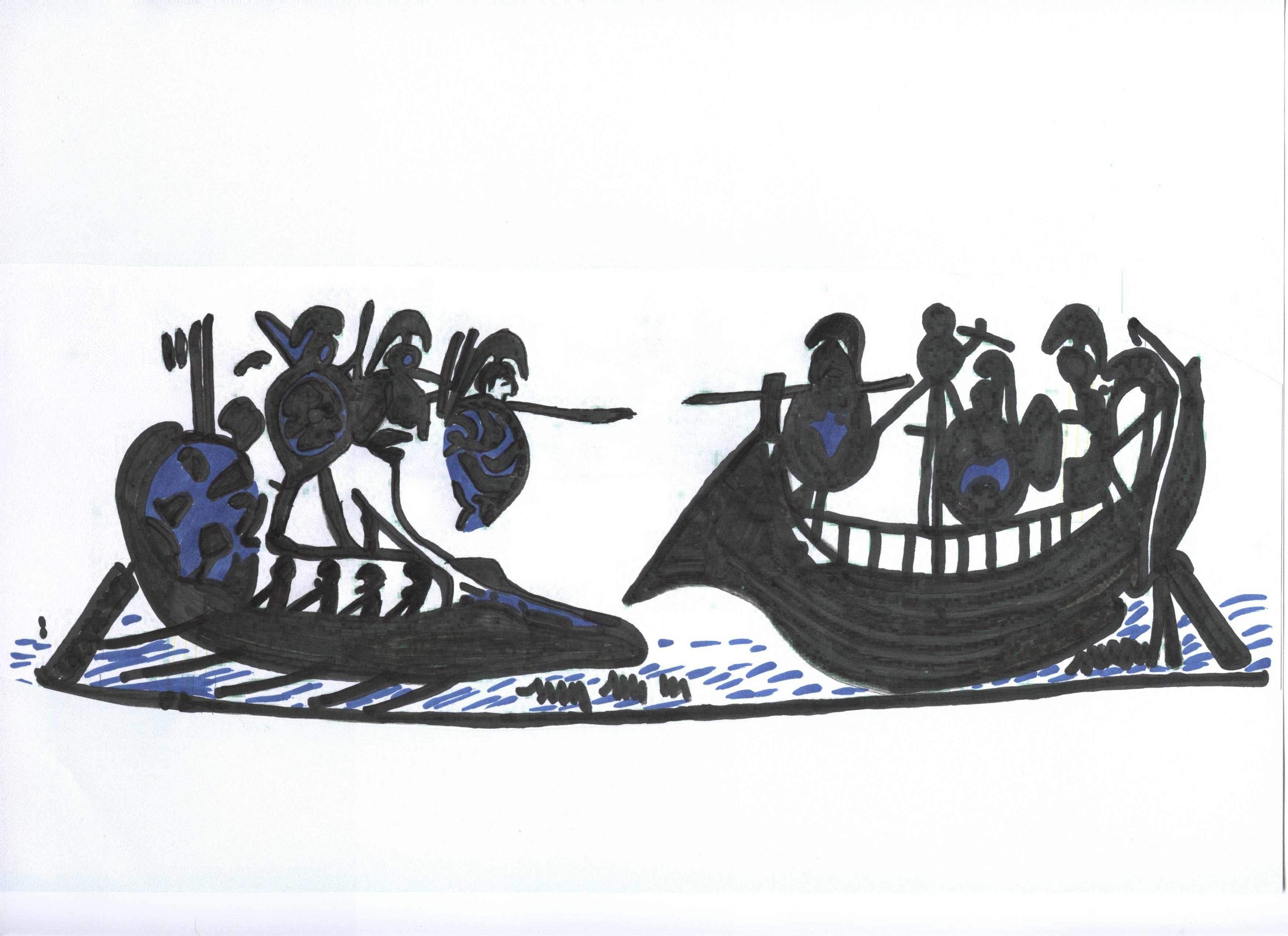
Scena di battaglia tra navi da guerra estrusche del VII secolo a.C. (Musei Capitolini, Roma)

Gli Etruschi si trovarono spesso a guerreggiare o a stipulare trattati di alleanza con le vicine popolazioni marittime del Mediterraneo occidentale, come Fenici, Cartaginesi e Greci della Magna Grecia. Da questi ultimi furono considerati alla stregua dei pirati, anche se in quel periodo storico la pirateria era una pratica comune nel corso di spedizioni commerciali o esplorative. Durante i conflitti con le città greche dell'Italia meridionale, essi compivano spesso atti di guerra, come se fossero vere e proprie spedizioni militari di pirateria.
Un vaso trovato a Caere, il porto di Cerveteri, rappresenta la scena di una battaglia navale agli inizi del VI secolo a.C., dove sono rappresentate due navi che si scontrano, compresi i loro armati. La nave era costituita da un podio, invenzione attribuita agli Etruschi. Da sinistra, una nave da guerra con sperone, vogatori e guerrieri si lancia a tutta la velocità contro una nave da carico, a bordo della quale troviamo un gruppo di guerrieri che sembrano pronti a respingere l'attacco. È probabile si tratti di una battaglia tra i Greci ed Etruschi. Il mare che gli Etruschi dominarono per secoli, fu il Mar Tirreno, dal latino Tyrrhenum, vale a dire "mare etrusco" (Turrēnikon Pelagos per i Greci).
Utilizzavano navi da guerra affusolate e lunghe fino a trenta metri. La forza motrice era costituite dall'azione di vogatori disposti su una o due file. Il vento veniva utilizzato, ma maniera ausiliaria, non prioritaria. Originariamente le barche erano prive di ponte, ma poi col tempo vennero dotati di questa parte dove presero posizione marinai e soldati. Venne inoltre inserito un podio sulla prua della nave. Un'altra innovazione etrusca fu lo sviluppo di come ancorare le imbarcazioni, oltre ad utilizzare per primi le trombe durante l'attacco ed il combattimento marino.
La tecnica di combattimento in mare era costituito principalmente dalla manovra di speronamento, il successo della quale dipendeva dall'abilità degli equipaggi e la forza dei rematori. L'abbordaggio tra navi era accompagnato da un fitto lancio di proiettili spesso incendiari. La tromba d'attacco spesso gettava nel terrore l'avversario, una volta eseguito l'attracco, che l'equipaggio compiva attraverso lunghe lance. Quando i contingenti di fanteria erano caricati, l'obiettivo finale era la cattura della nave e del suo carico, dopo che si era giunti alla collisione tra navi e diventava necessario un combattimento corpo a corpo.
Va infine ricordato che la navigazione nel mondo antico era molto pericolosa durante il periodo invernale, tanto che in questo periodo le operazioni navali erano normalmente interrotte.

## Uomini, organizzazione e gerarchia interna

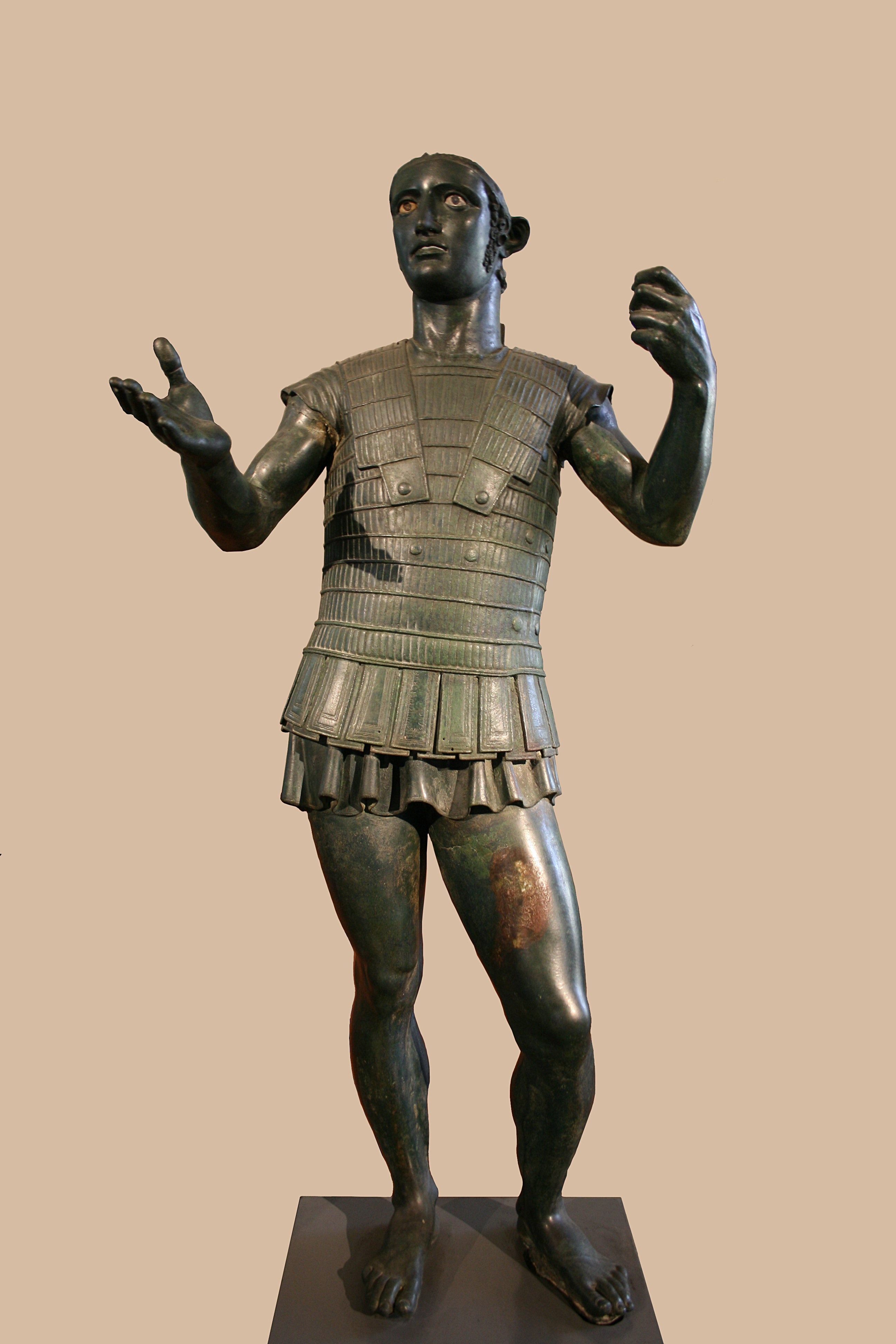
Marte di Todi (Monte Santo) - Bronzo italico della fine del V secolo a.C., esposto nella sala III del Museo gregoriano etrusco (Musei Vaticani).

È ormai risaputo che dall'inizio del VII secolo a.C., la civiltà etrusca dell'Età del ferro dominò sull'Etruria e sulla regione a sud del Tevere, compresa l'antica città di Roma. Come molti altri popoli della regione, i Romani persero la loro indipendenza, e gli Etruschi, conquistata Roma, stabilirono sulla città una dittatura militare, o un regno, fornendoci così adeguate informazioni sulla loro struttura ed organizzazione militare. Con l'inizio di questa fase, l'organizzazione dell'esercito etrusco e romano andarono coincidendo. Risulta evidente che ciò che valeva per Roma antica poteva non essere totalmente coincidente con l'organizzazione militare delle altre dodici principali città etrusche.
Secondo la tradizione, fu Servio Tullio a compiere una prima riforma timocratica dei cittadini romani atti a prestare il servizio militare (obbligati ad armarsi a proprie spese e perciò chiamati adsidui), suddividendoli in cinque classi (sei se consideriamo anche quella dei proletarii) sulla base del censo, a loro volta ordinati in ulteriori quattro categorie: i seniores (maggiori di 46 anni: anziani) e gli iuniores (tra 17 e 46 anni: giovani), ovvero coloro che rientravano nelle liste degli abili a combattere; i pueri (di età inferiore ai 17 anni: i fanciulli) e gli infantes (di età inferiore agli 8 anni: i bambini) non ancora in età per prestare il servizio militare. In questo nuovo sistema la prima classe, la più facoltosa, poteva permettersi l'equipaggiamento completo da legionario, mentre quelle inferiori avevano armamenti via via più leggeri, e dove le prime tre costituivano la fanteria pesante e le ultime due quella leggera:
Dopo aver così organizzato la fanteria, Servio Tullio passò alla cavalleria, dove reclutò altre 12 centurie di equites dal fiore dell'aristocrazia cittadina, alle 6 già presenti, formate da Tarquinio Prisco: in totale 18 centurie.
In sostanza l'esercito serviano contava 1.800 cavalieri e 17.000 fanti potenzialmente atti alle armi (suddivisi in cinque classi ed in 170 centurie) oltre ad alcune unità speciali per un totale di 193 centurie. Si trattava di due compagini legionarie, una utilizzata per difendere la città e l'altra per compiere campagne militari esterne. Qui di seguito una tabella riassuntiva, relativa alla fase etrusca di Roma antica:
| Classe censuaria | N. centurie                                        | Stima dei beni di proprietà |
| ---------------- | -------------------------------------------------- | --------------------------- |
| I classe         | 40 centurie di iuniores + 40 centurie di seniores  | più di 100.000 assi         |
| I classe         | 2 centurie di fabri                                |                             |
| I classe         | 18 centurie di eques                               | più di 100.000 assi         |
| II classe        | 10 centurie di iuniores + 10 centirie di seniores  | da 100.000 a 75.000 assi    |
| III classe       | 10 centurie di iuniores + 10 centirie di seniores  | da 75.000 a 50.000 assi     |
| IV classe        | 10 centurie di iuniores + 10 centirie di seniores  | da 50.000 a 25.000 assi     |
| V classe         | 15 centurie di iuniores + 15 centirie di seniores  | da 25.000 a 11.000 assi     |
| V classe         | 1 centuria di tubicines + 1 centiria di cornicines |                             |
| VI classe        | 1 centuria                                         | meno di 11.000 assi         |
| TOTALE           | 193 centurie                                       |                             |

## Tattica ed armamento

### Armamento
L'ampia disponibilità di ferro, garantita delle miniere della penisola e dell'Elba, garantiva l'equipaggiamento degli eserciti, così come la bravura dei loro fabbri e dei loro artigiani. L'equipaggiamento era a spese del milite e quindi variava molto, con materiali che potevano essere diversi a seconda della zona di provenienza, nonché del prestigio e della ricchezza di chi la ordinava e poi la indossava.
Le spade potevano essere lunghe e dritte a due tagli, oppure curve, oppure corte come daghe. L'avanzata tecnica metallurgica degli Etruschi permetteva loro di ottenere spade più robuste di quelle usate dagli altri popoli

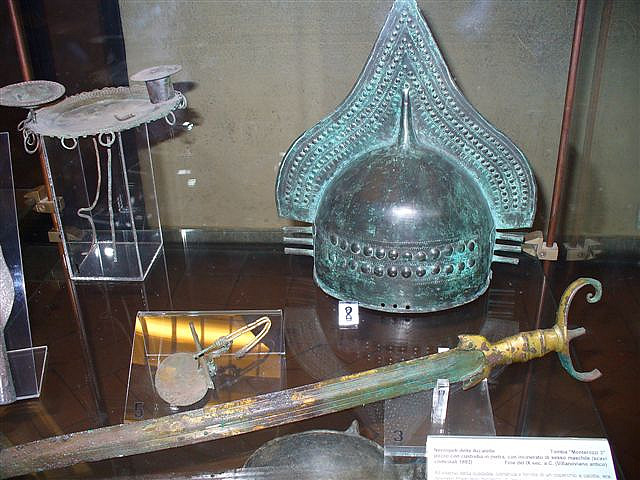
Spada ed elmo etrusco di epoca villanoviana (VIII secolo a.C.)
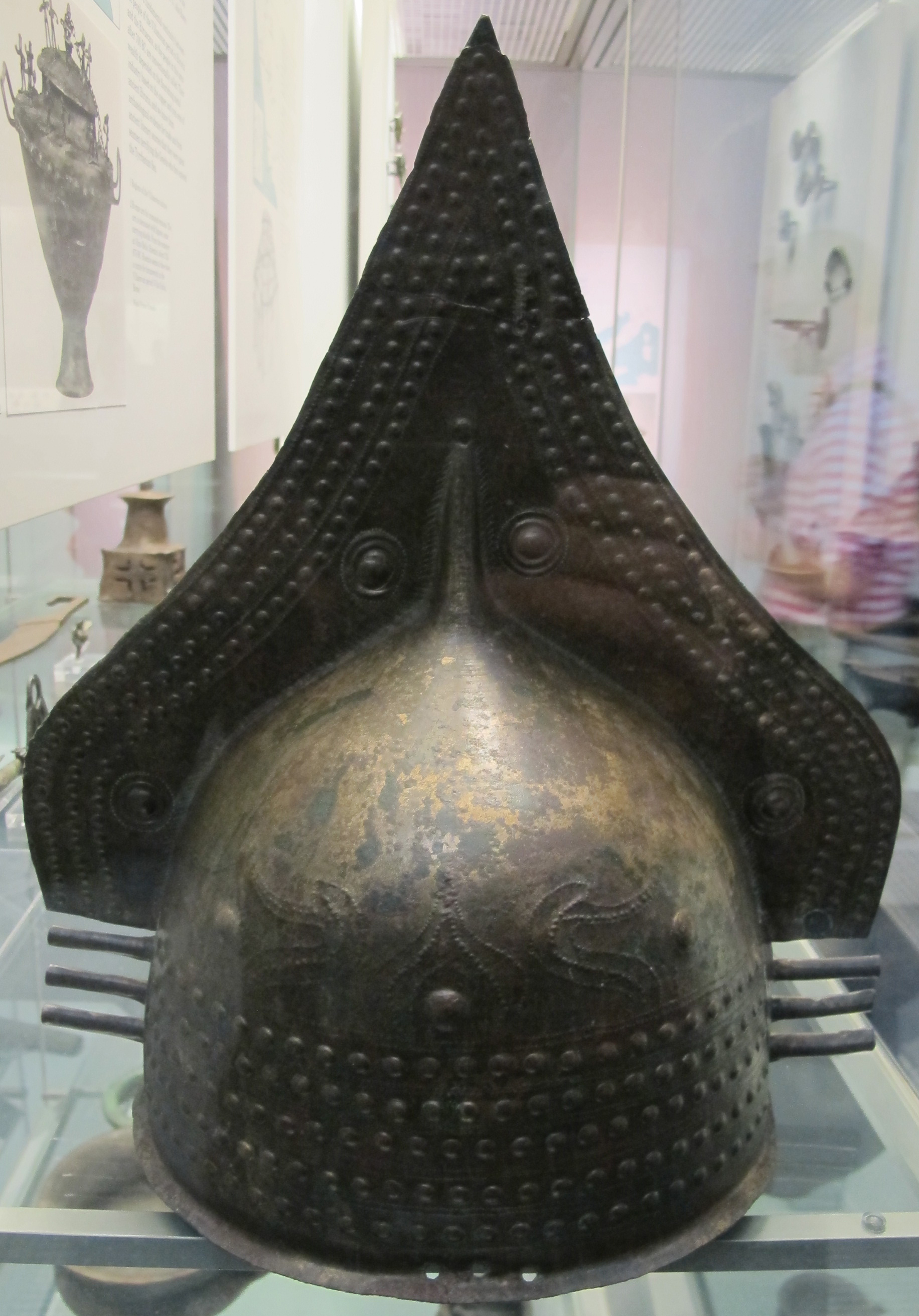
Elmo crestato di epoca villanoviana (775-750 a.C.), da Tarquinia (oggi al British Museum di Londra)

Le lance erano in tutto simili a quelle usate da Greci, con una lunghezza che poteva variare dai due metri di quelle usate da tiratori e cavalieri, ai tre metri di quelle adottate dagli opliti.
L'uso della corazza era riservato agli opliti: alcuni avevano quella di bronzo, composta di una parte pettorale e di una dorsale, allacciate con cinghiette di cuoi e ganci metallici. Gli altri potevano avere una corazza di lino pressato, con spallacci di protezione e spesso rinforzata con scaglie metalliche, oppure quella di cuoio duro - che era più rigida e più difficile da lavorare, quindi probabilmente poco usata. Un'alternativa alla corazza era la piastra metallica quadrata, rotonda o a doppio ovale, derivata dal periodo villanoviano e usata dagli opliti equipaggiati in maniera meno completa.
Lo scudo di grandi dimensioni dava la maggior protezione al corpo: poteva essere rotondo in bronzo con due maniglie (di tipo argivo) oppure rettangolare con bordi arrotondati e rinforzo verticale centrale (a modello celtico o italico).
L'elmo di bronzo poteva avere o meno la cresta ed era inizialmente di tipo villanoviano, con la famosa cresta metallica, o di tipo Negau a morione; successivamente si usarono elmi a campana e, a seguito dei contatti con le città greche, di tipo calcidese (con paraguance e paranuca e le orecchie scoperte), corinzio (a copertura quasi totale, con paranaso ed una sola fessura centrale per gli occhi e parte della bocca) ed etrusco-corinzio (senza paranaso e con apertura leggermente più aperta. La protezione alle gambe era possibile dotandosi di schinieri di bronzo, e quindi era disponibile solo per gli opliti armati più pesantemente.

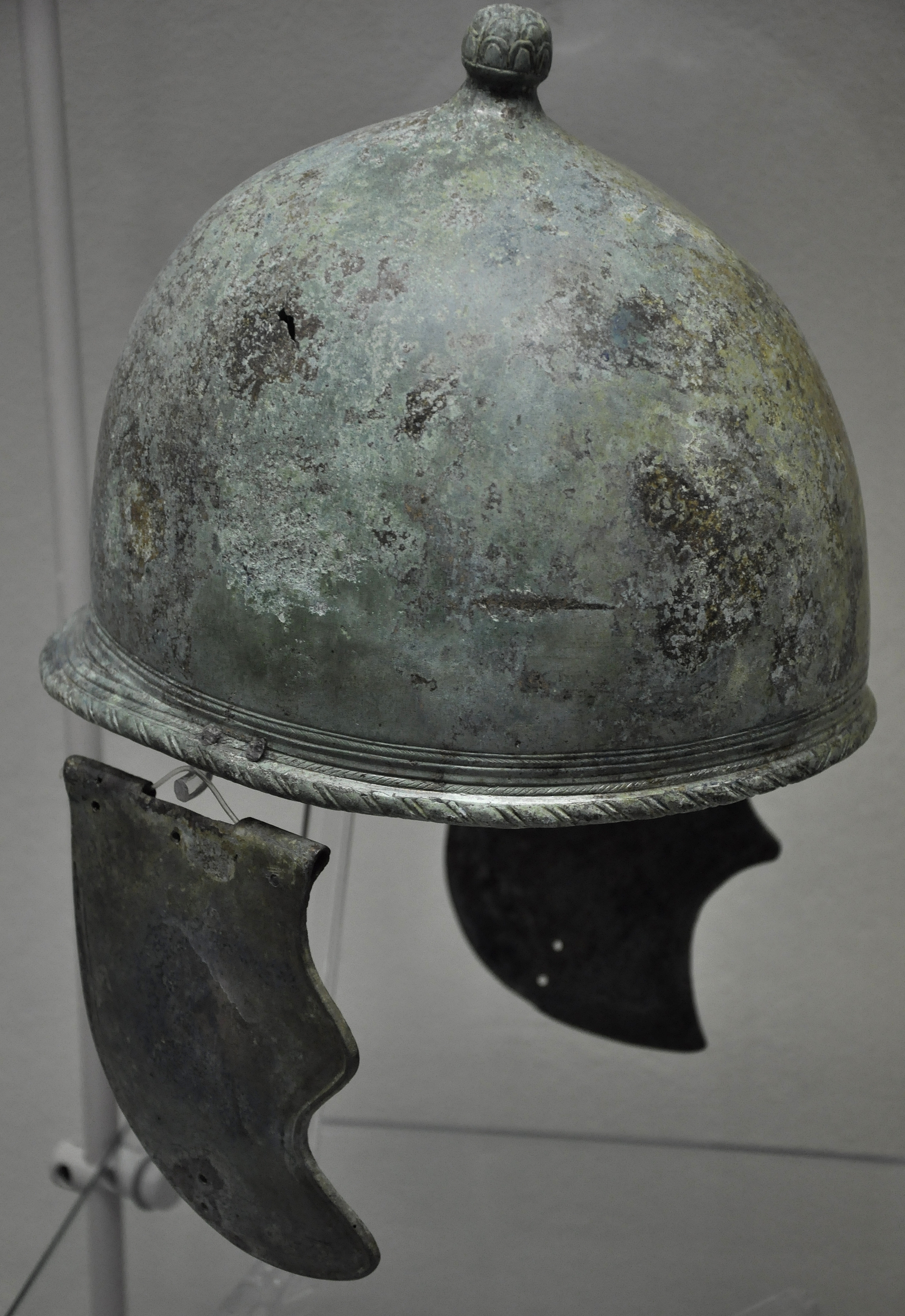
Elmo del V secolo a.C. dalla necropoli di Benacci (Museo civico archeologico di Bologna)
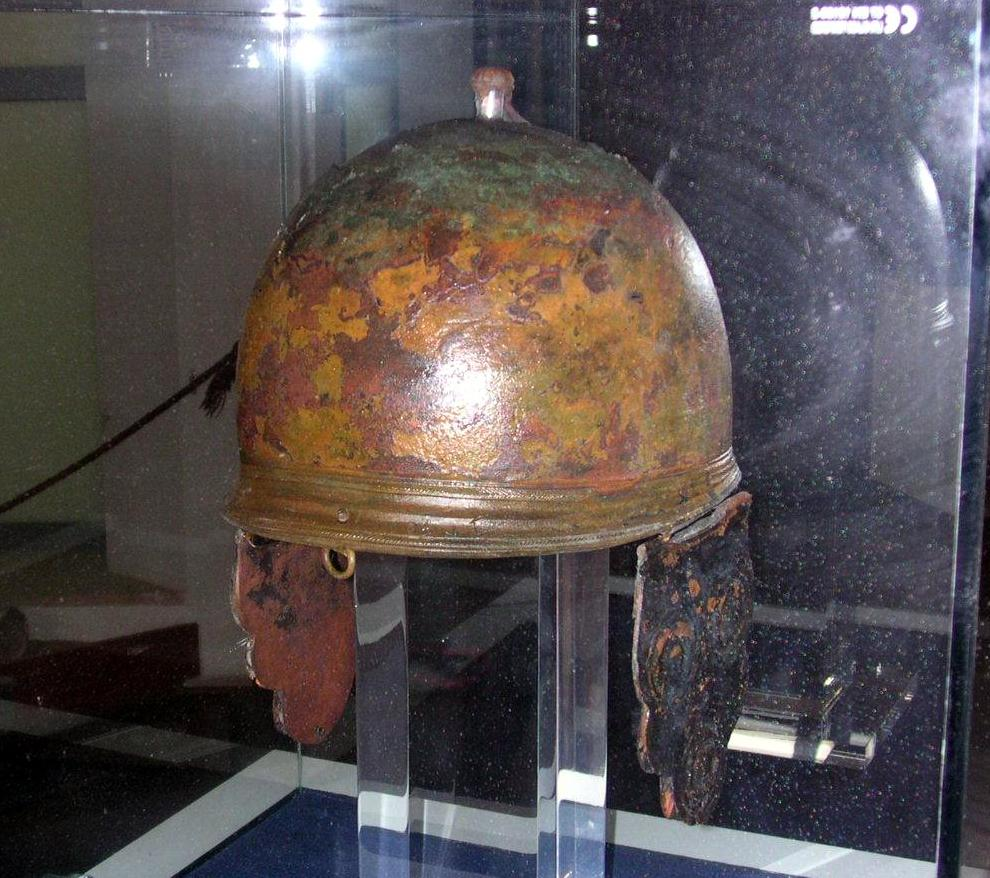
Elmo etrusco da Sperlonga del IV secolo a.C. (Museo archeologico nazionale di Sperlonga)
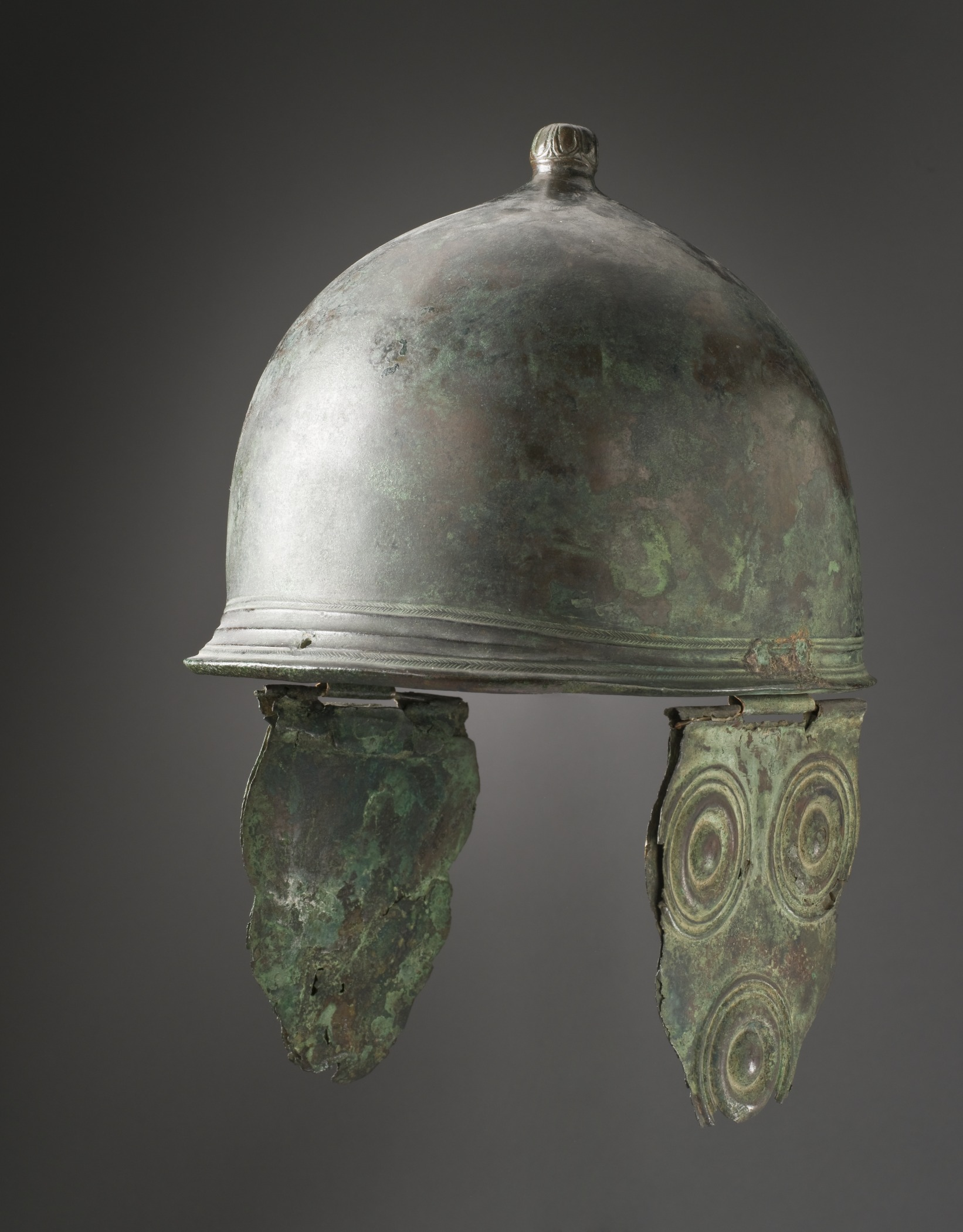
Elmo etrusco del III secolo a.C. (Los Angeles County Museum of Art)

### Schieramento e combattimento

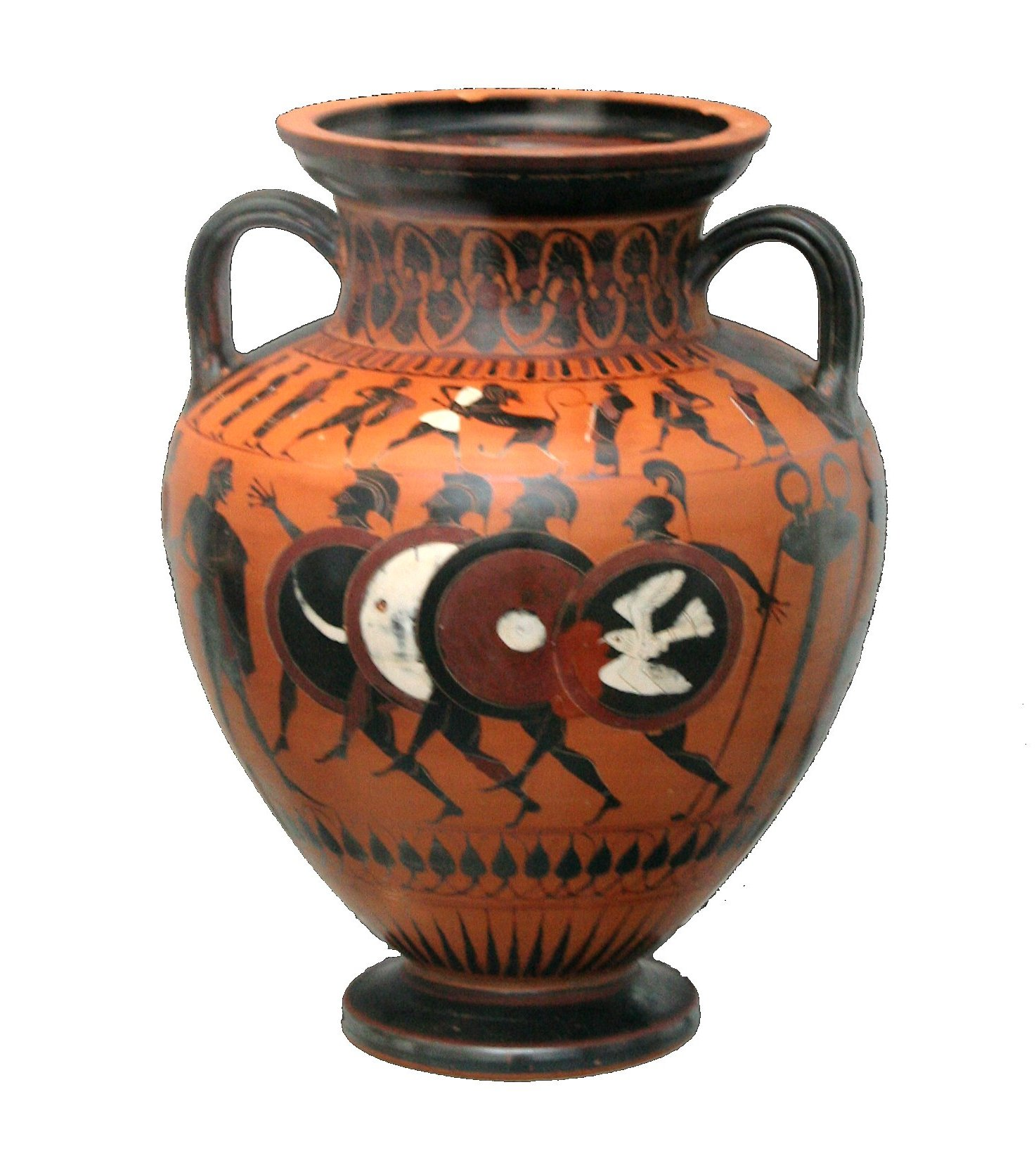
Disegno su vaso di una falange oplitica proveniente da una tomba di Vulci (Etruria meridionale), databile al 550 a.C., al tempo della riforma di Servio Tullio.

Con l'occupazione di Roma da parte degli Etruschi e la successiva riforma di Servio Tullio, il nuovo esercito, di stampo quindi etrusco-greco, fu reclutato tra i cittadini romani secondo il loro ceto sociale: di conseguenza, composizione, equipaggiamento e aspetto delle singole file, potevano variare molto tra le cinque differenti "classi" sociali. Le formazioni armate comprendevano sia corpi di opliti (fanteria pesante), sia di truppe leggere (velites) e di cavalleria.
(Ateneo di Naucrati, I Deipnosofisti o I dotti a banchetto ovvero I filosofi esperti dei misteri della culinaria, VI, 106.)
Gli opliti della prima fila formavano un "muro di enormi scudi rotondi" parzialmente sovrapposti, in modo che il loro fianco destro venisse protetto dallo scudo del vicino commilitone. Sostenevano un addestramento costante ed il maggior peso del combattimento, che effettuavano in modo estremamente compatto, armati di lancia e spada, difesi da scudo, elmo e corazza (o comunque con una protezione pettorale).
(Tito Livio, Ab Urbe condita libri, VIII, 38.)
L'obiettivo rimaneva quello di far cedere lo schieramento opposto, cercando di incunearsi dovunque l'avversario si trovasse in maggiori difficoltà, e spezzare così le file nemiche. La spinta avveniva anche grazie alla pressione delle formazioni più arretrate che si accalcavano, premendo con grande impeto e sospingendo la propria prima fila contro il "muro" umano nemico. Sembrava di assistere ad una gara di forza, dove dopo alcuni ondeggiamenti iniziali di due "muri umani" ormai a stretto contatto, una delle due parti subiva l'inevitabile sfondamento e successivo travolgimento, fino alla sconfitta finale. Da qui l'importanza che i comandanti delle retroguardie assumevano per dirigere la spinta da tergo.
(Tito Livio, Ab Urbe condita libri, VIII, 38.)

## Strategia
Come molte antiche società, gli Etruschi condussero campagne militari durante i mesi estivi. Razziavano le zone limitrofe ai loro territori, cercando di aumentare i loro possedimenti, lottando contro la pirateria che aspirava ad ottenere beni e schiavi. Era inoltre probabile che individui fatti prigionieri in battaglia possano essere stati riscattati dalle loro famiglie e dei clan ad un costo elevato.

## Dimensione dei loro eserciti
| D A T A | N. TOTALE ARMATI | CITTA' COINVOLTE | NAVI DA GUERRA | DOVE |
| ------- | ---------------- | ---------------- | -------------- | ---- |
|         |                  |                  |                |      |